# Hermann J. Roth

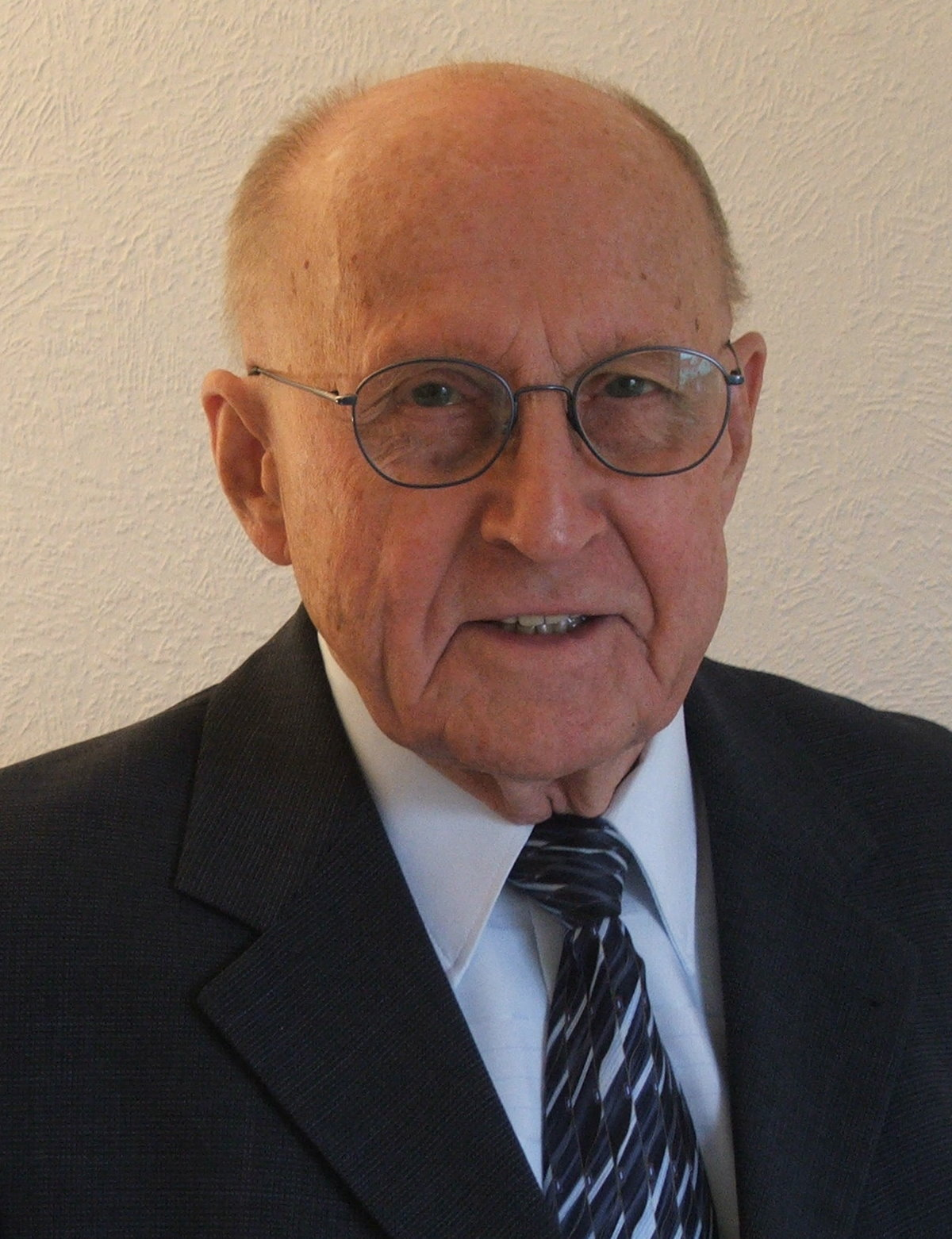
Hermann J. Roth (2012)

Hermann Josef Roth (* 12. Mai 1929 in Eisenberg/Pfalz; † 16. Juli 2024) war deutscher Pharmazeut, Hochschullehrer und Künstler. Er war Professor für Pharmazeutisch-Medizinische Chemie und Direktor der Pharmazeutischen Institute der Universitäten Bonn und Tübingen.

## Leben
Roth studierte Pharmazie in Mainz und Würzburg. Als akademischer Schüler von Harry Auterhoff wurde er 1956 promoviert. 1961 habilitierte er sich für Pharmazie an der Universität Würzburg. Zwischen 1966 und 1983 war Roth Direktor des Pharmazeutischen Instituts der Universität Bonn und von 1978 bis 1981 Präsident der Deutschen Pharmazeutischen Gesellschaft. Von 1983 bis 1994 wirkte er als Ordinarius für Pharmazeutisch-Medizinische Chemie und als Direktor des Pharmazeutischen Instituts der Universität Tübingen.

### Wissenschaftliches Werk
Wissenschaftliche Bekanntheit erlangte Roth vor allem als Autor oder Mitautor von zahlreichen Büchern über Arzneistoffsynthese, Arzneistoffe, Arzneistoffanalytik, Stereochemie von Arzneistoffen, Medizinische Chemie sowie über 250 Originalarbeiten, die in führenden wissenschaftlichen Zeitschriften publiziert wurden. Als Erstbetreuer führte Hermann J. Roth 120 Doktoranden – davon 32 Frauen – aus 14 Ländern zur Promotion. Sechs seiner akademischen Schüler haben sich habilitiert und wirken heute als Professoren an den Universitäten in Bonn, Erlangen, Frankfurt am Main, Freiburg, Leipzig und Zürich.

### Künstlerisches Werk: Aspekte der molekularen Ästhetik
Neben seinen wissenschaftlichen Arbeiten beschäftigte sich Roth seit 1972 mit Malerei und Grafik, mit dem Schwerpunkt auf der Visualisierung molekularer Ästhetik, Symmetrie und Chiralität (Händigkeit) von chemischen Stoffen.
Durch die chemische Reaktion der Dimerisierung können sich bilateral-symmetrische oder zentrosymmetrische (= rotationssymmetrische) Moleküle bilden. Letztere besitzen eine spielkartenartige ästhetische Anmutung, weil die beiden Hälften doppelt gespiegelt sind. Die Bildung ringförmiger, rotationssymmetrischer Moleküle erfolgt nach naturwissenschaftlichen Gesetzmäßigkeiten. Bei linearen und dreidimensionalen Polymeren ist das Phänomen der Translation zu beobachten. Im Kristallgitter des Diamanten sind die unterschiedlichsten Figuren versteckt. Besonders attraktiv sind die Betrachtungen zur Chiralität von Natur- und Arzneistoffen, die den Molekülen überraschende (aber heute naturwissenschaftlich verstandene) Wirkungsunterschiede verleiht.

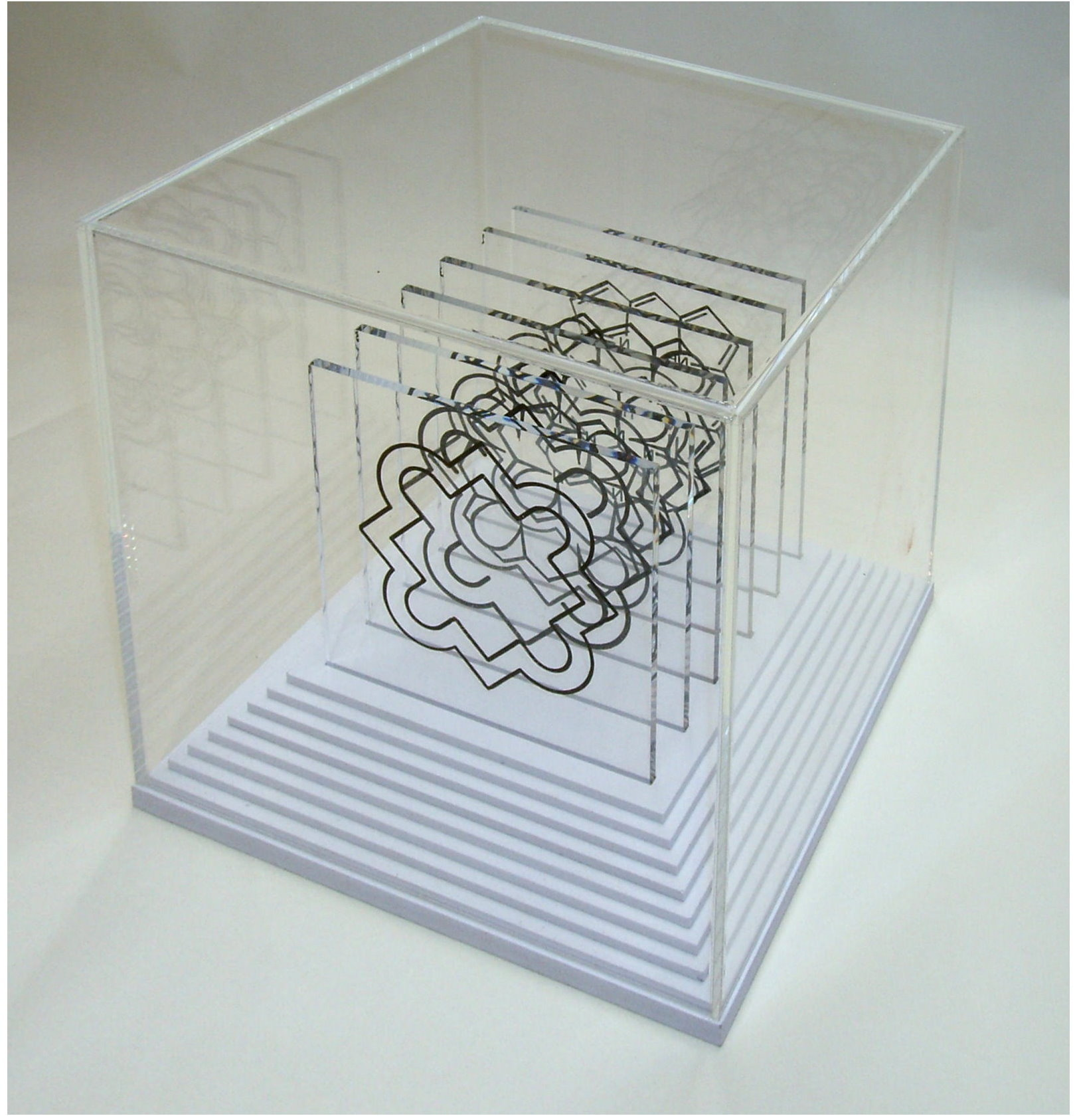
Porphyrin-Metamorphose Tischobjekt (2007)
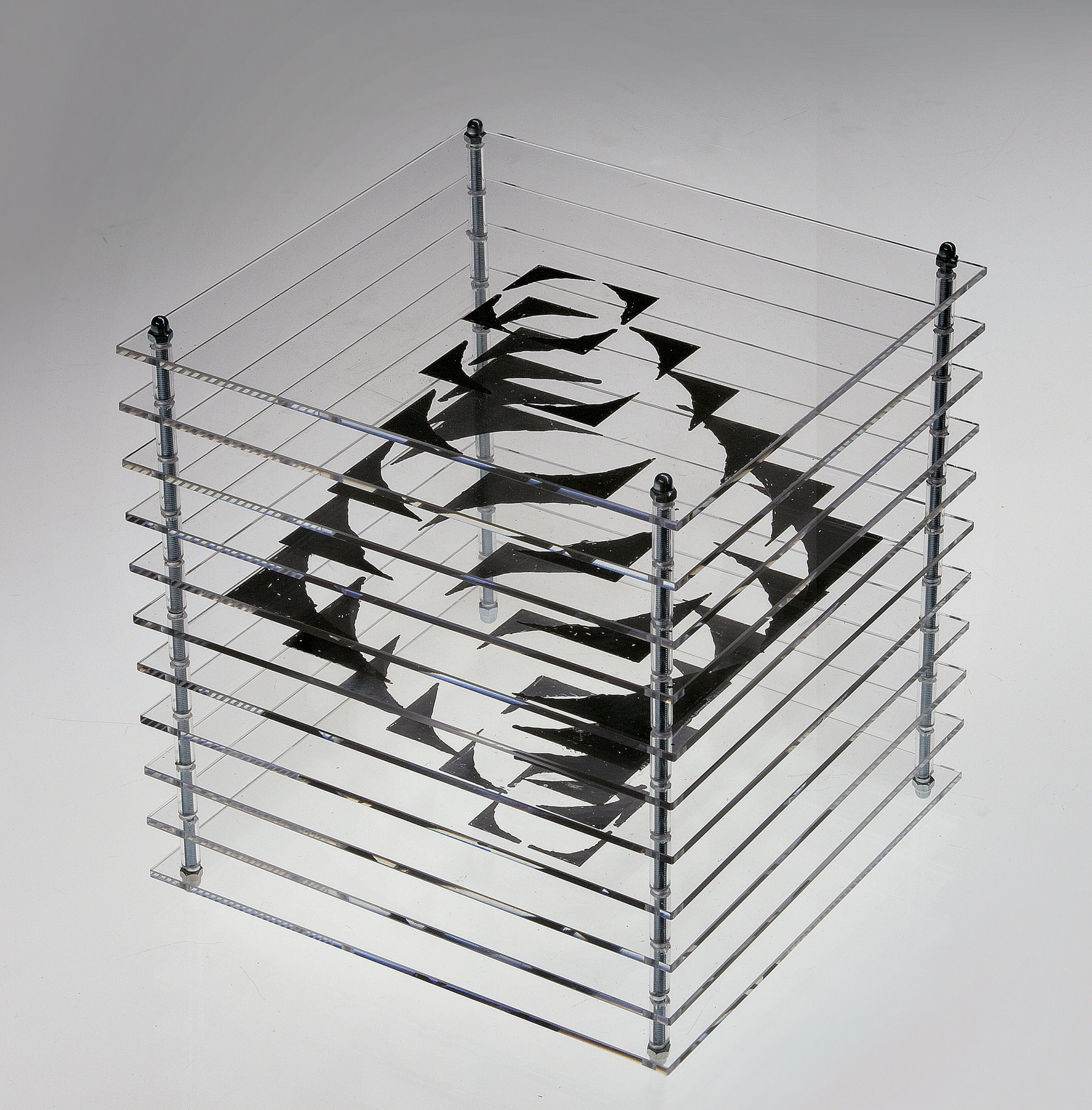
Hohlraum-gegliedert Tischobjekt 1800 x 1800
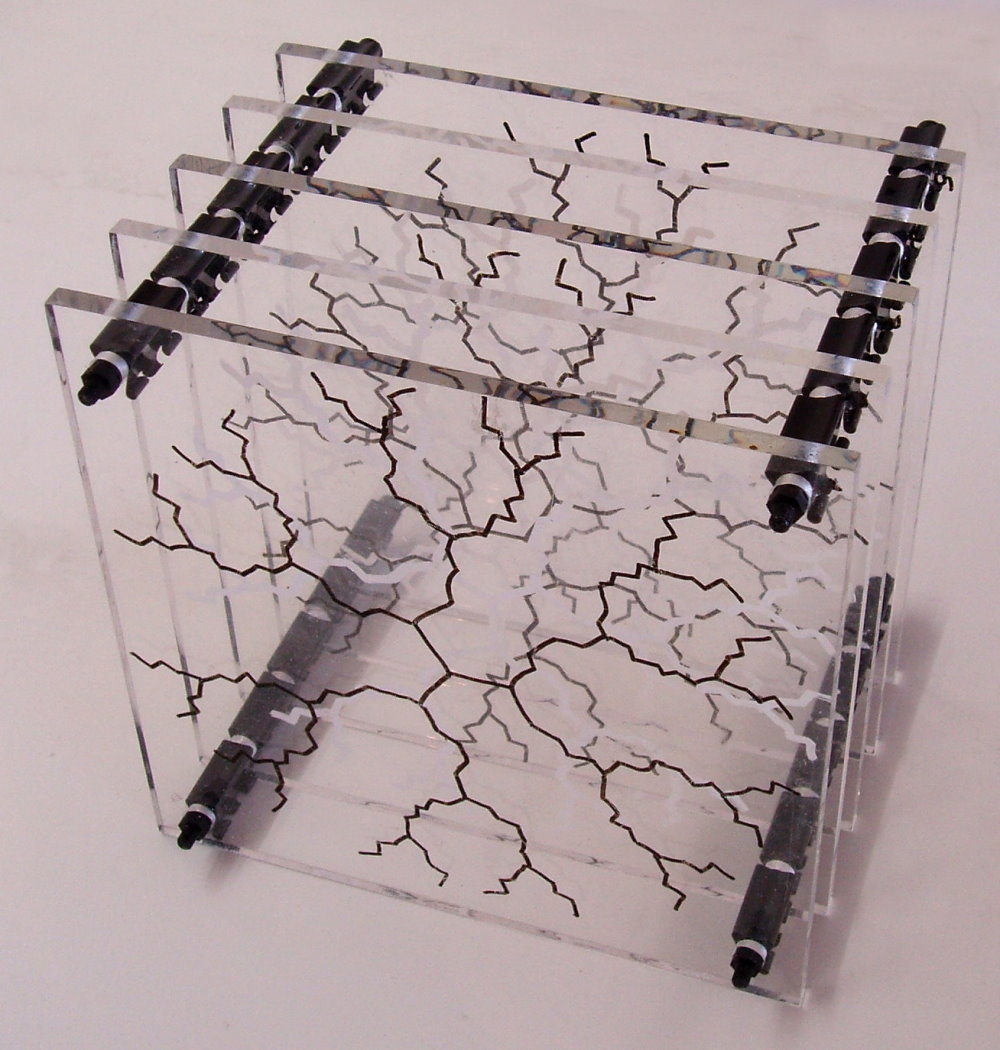
Dendrimer-2 Tischobjekt 1000 x 1050
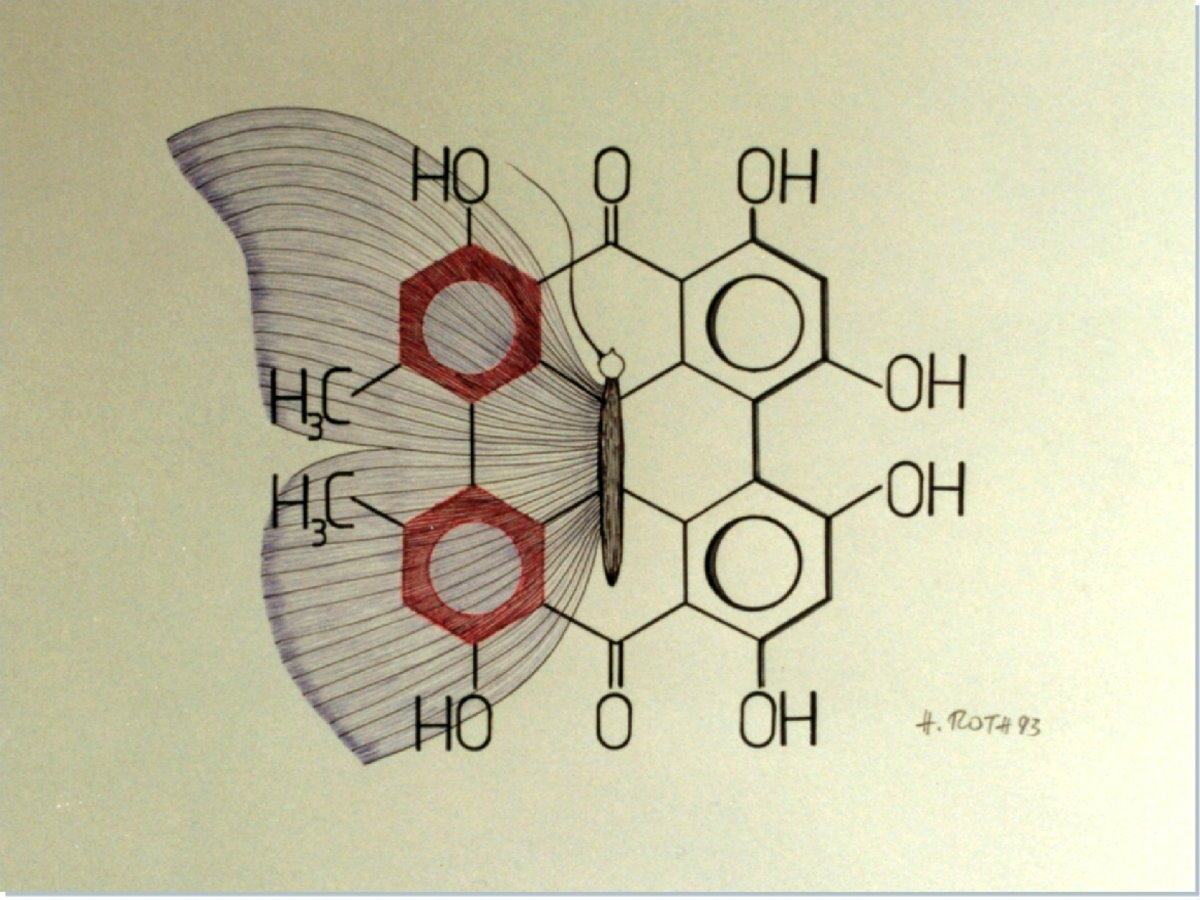
Hypericin-Zeichnung (1993) 1200 x 900
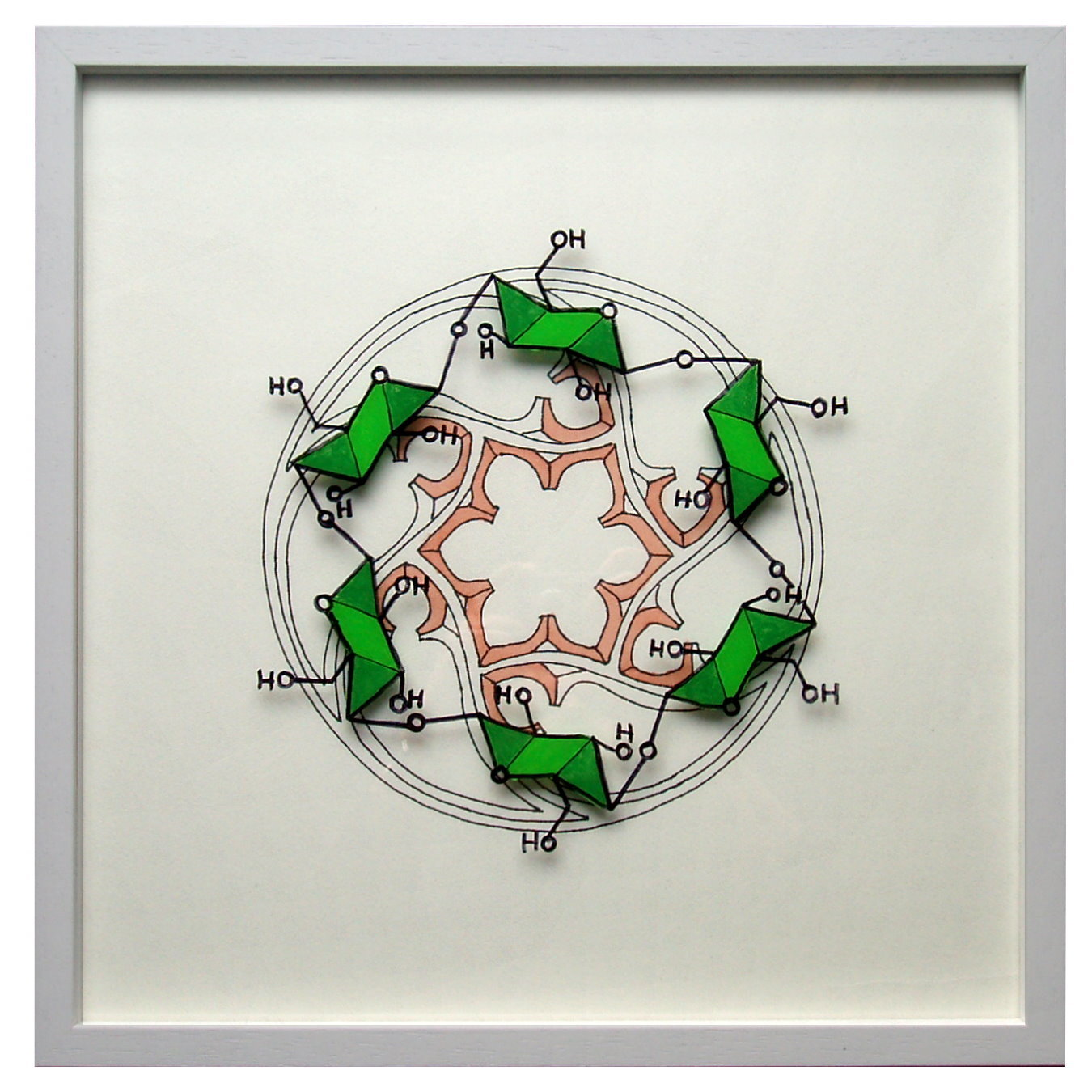
Cyclodextrin-Hinterglasmalerei über einer Zeichnung
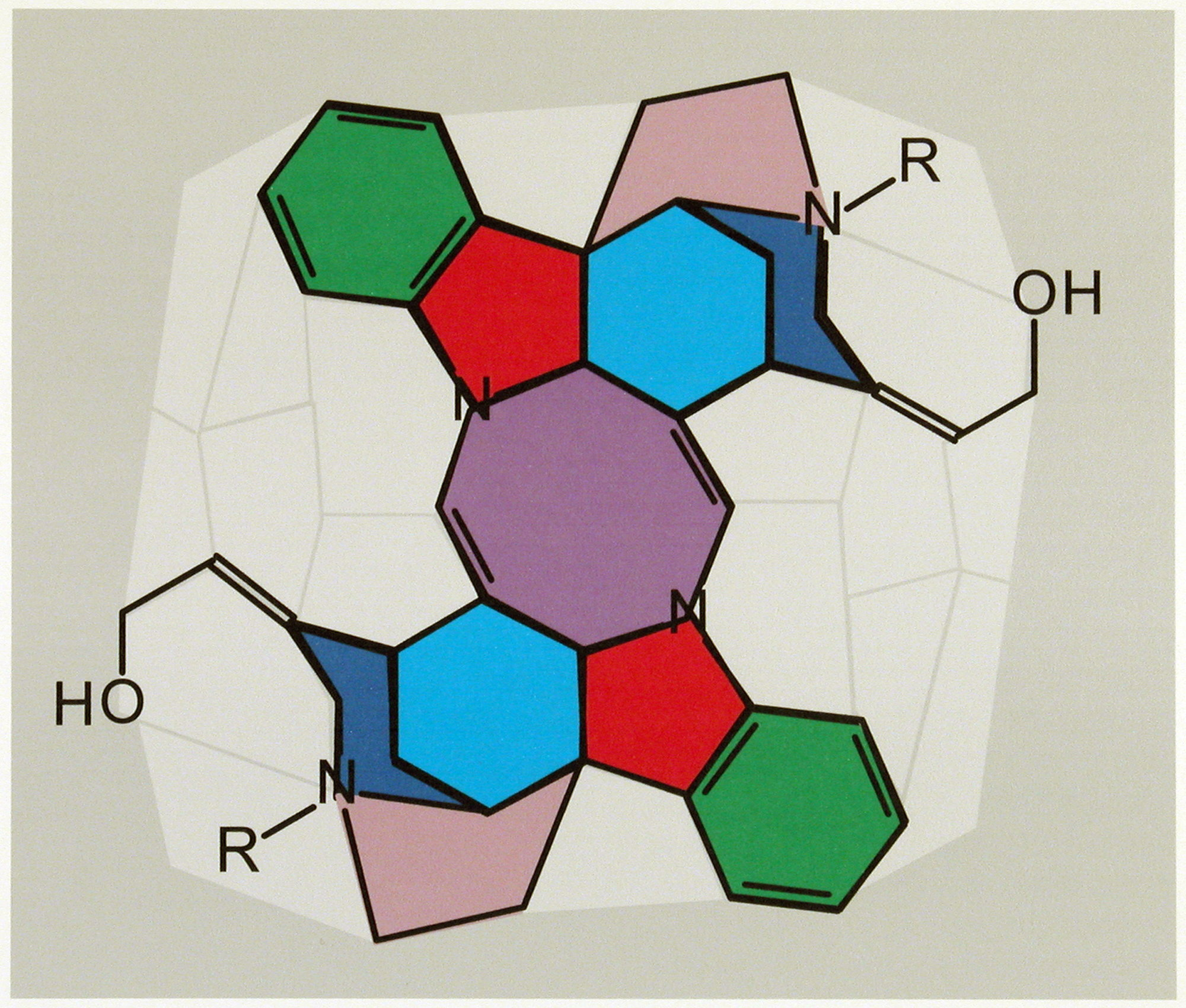
C-Toxiferin-Grafik 2000 x 1700
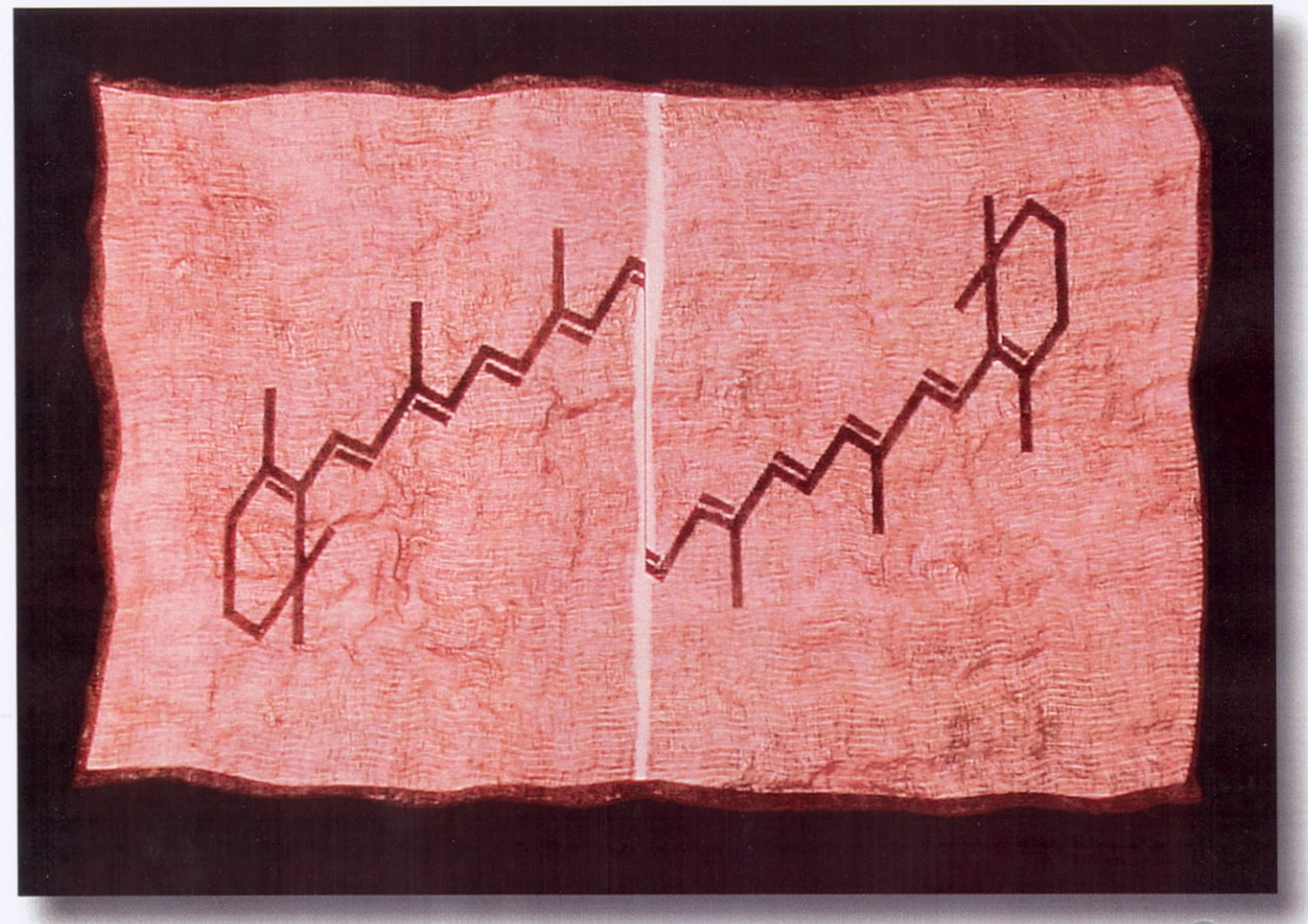
Provitamin A Materialdruck 1500 x 1060
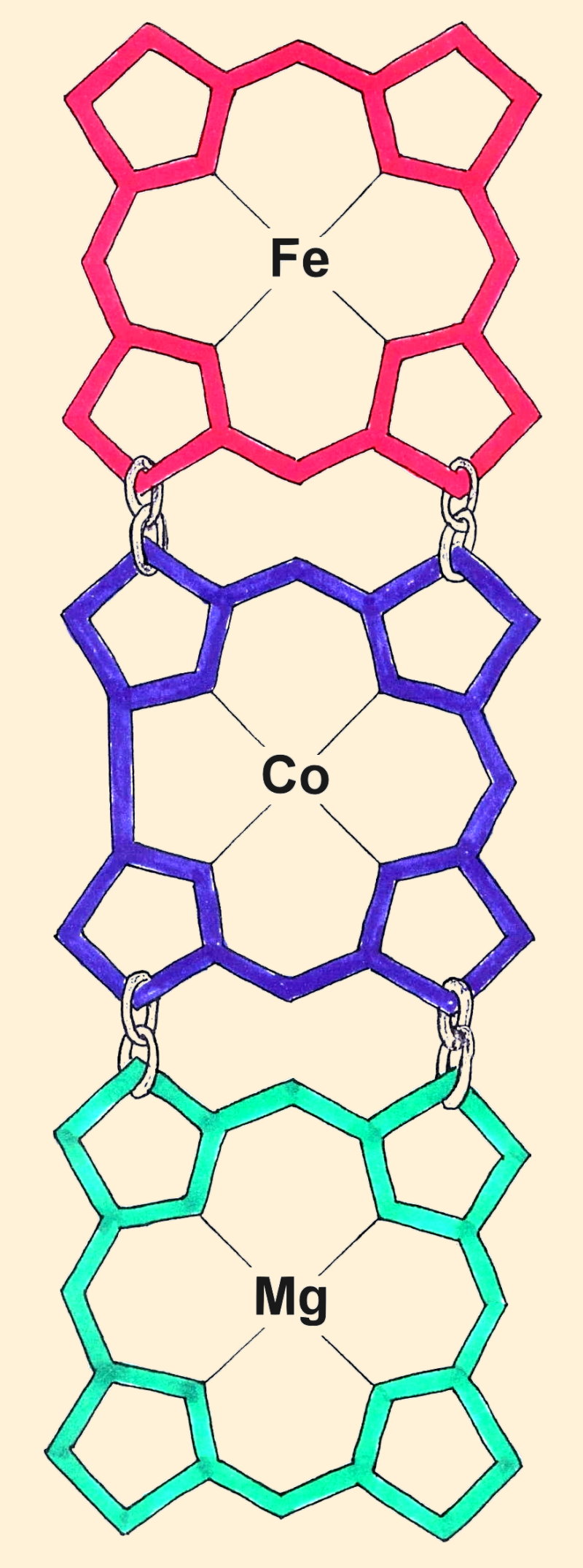
Essentielle Chromophore 800 x 2150
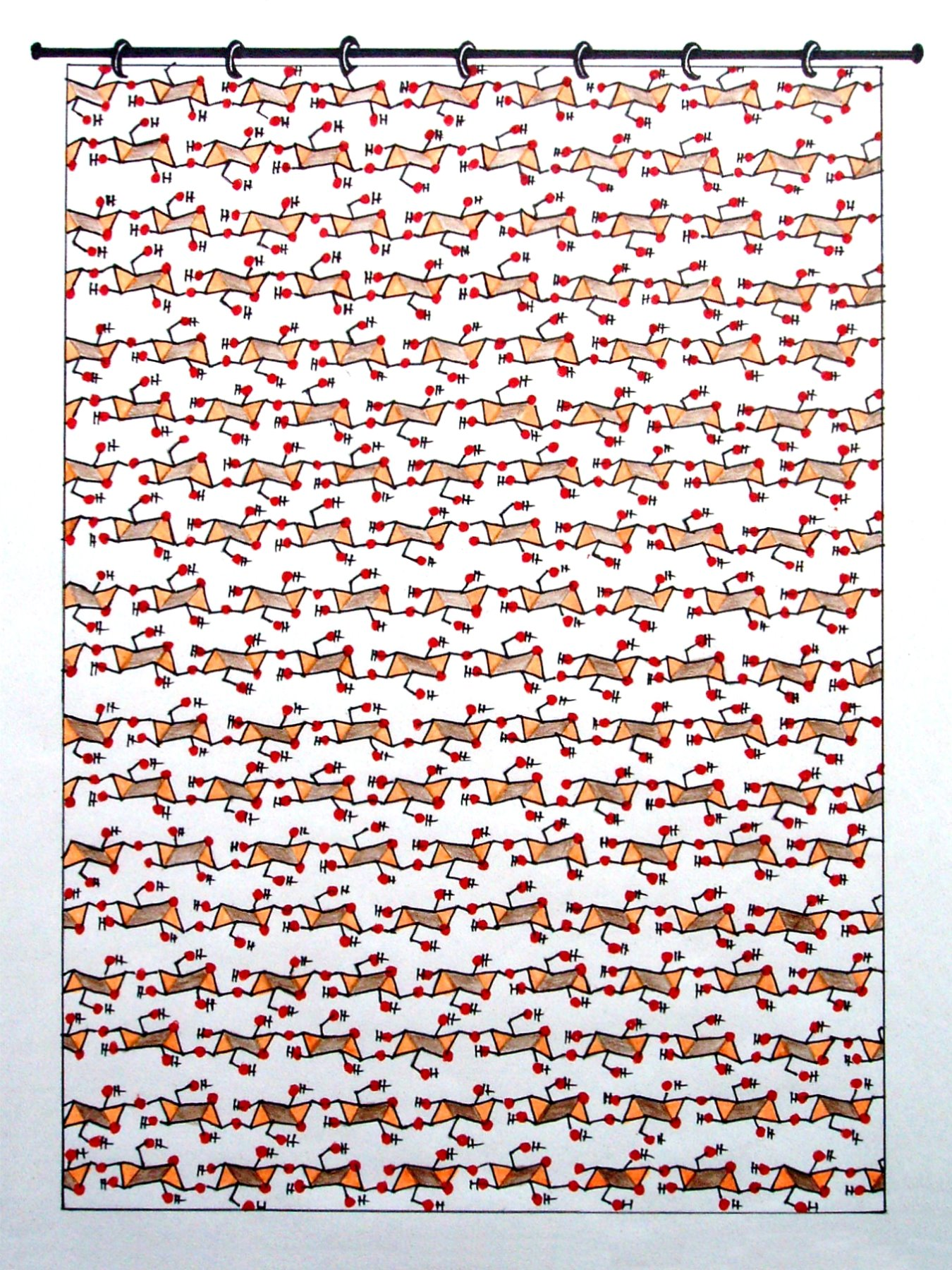
Vorhang mit Zellulose-Strukturformel 1350 x 1800
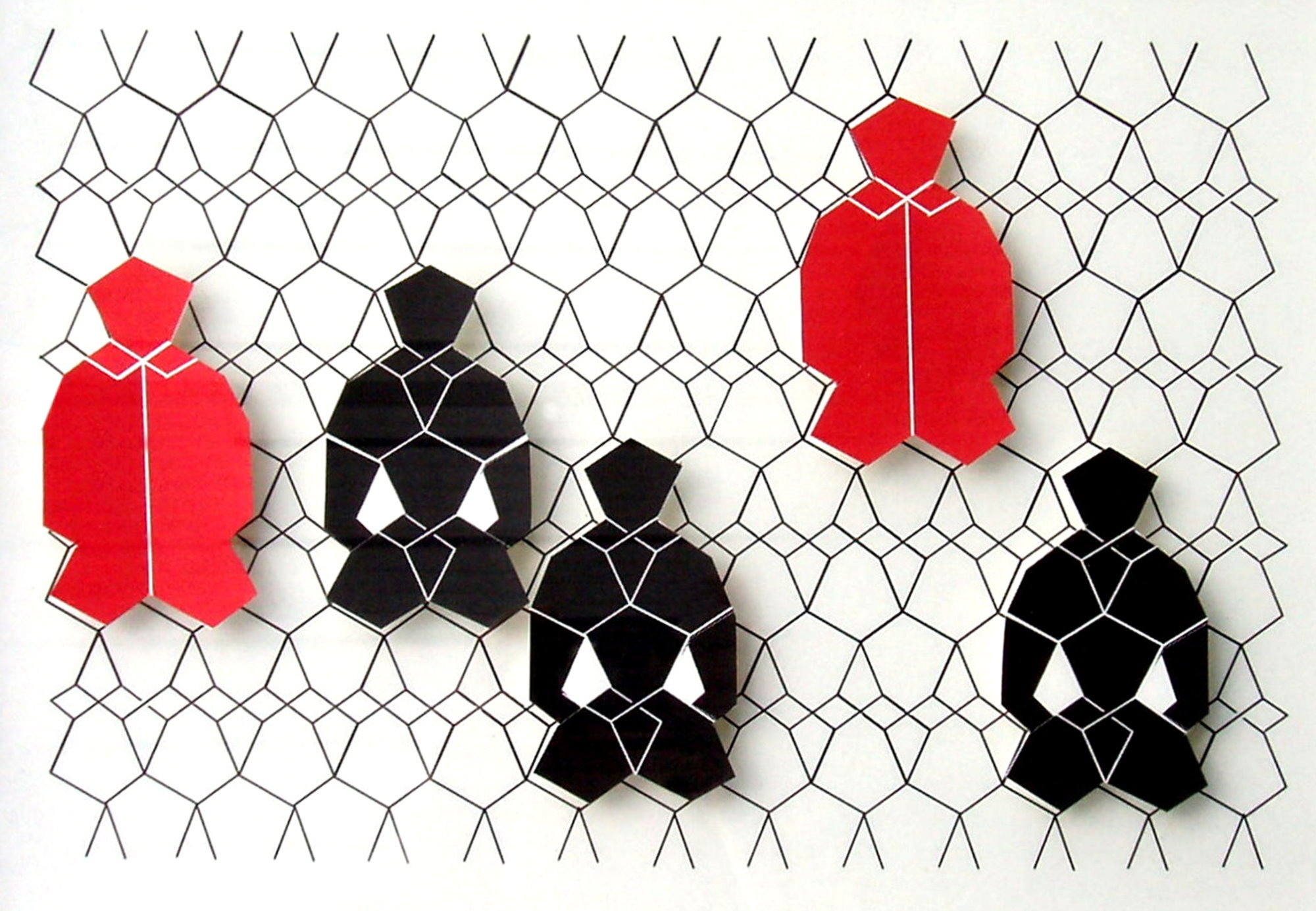
Ritter und Roben im Diamantgitter 2000 x 1385
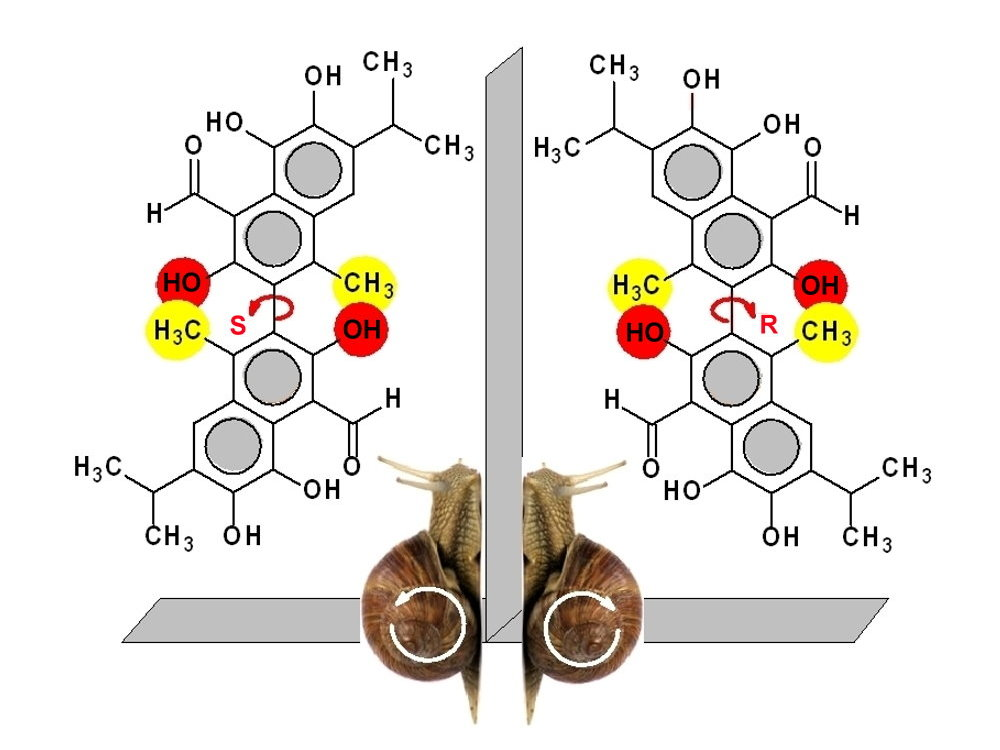
Gossypol-Enantiomere 1000 x 750

Die Gedankenwelt von Hermann J. Roth war grenzüberschreitend und beinhaltet den Strukturvergleich von Molekülen, Worten, Texten und Kompositionen.

## Ehrungen
Hermann Josef Roth wurde vielfach geehrt, u. a. mit dem Bundesverdienstkreuz 1. Klasse, der Caspar-Borner-Medaille der Universität Leipzig, der Carl-Mannich-Medaille der DPhG, dem Ehrenkreuz der Bundeswehr in Gold und der Ehrendoktorwürde der Benemérita Universidad Autónoma de Puebla, México. Er war Ehrenpräsident der Europäischen Brunnengesellschaft.

## Schriften (Auswahl)
- mit Gottfried Blaschke: Pharmazeutische Analytik. Georg Thieme Verlag, Stuttgart/New York 1989, ISBN 3-13-548003-8.
- Wasser – Wort – Spiele. Heiteres, Anregendes, Nachdenkliches, Erstaunliches und Wissenswertes zum Wort und Begriff Wasser. Eigenverlag, 2009, ISBN 978-3-923117-29-1.
- Naturstoffe: Molekulare Spielkarten. Eigenverlag, 2009, ISBN 978-3-00-027794-8.
- Formen und Farben – Forminventionen – Farbinversionen. Eigenverlag, 2012, ISBN 978-3-00-039671-7.
- Unser täglich Gift. Hirzel-Verlag, 2013, ISBN 978-3-7776-2346-7.
- Banker und Bankerte. IFB Verlag Deutsche Sprache, 2013, ISBN 978-3-942409-35-3.
- Ich weiß nicht, was soll es bedeuten. IFB-Verlag Deutsche Sprache, ISBN 978-3-942409-40-7.
- Wortspielereien. IFB-Verlag Deutsche Sprache, ISBN 978-3-942409-50-6.
- 14 Essays zum Thema Molekulare Ästhetik. In: Deutsche Apothekerzeitung. 2006 bis 2009.
- 16 Essays zum Thema Farben. In: Deutsche Apothekerzeitung. 2011 bis 2012.
- als Hrsg. mit Paul Heinz List, Ludwig Hörhammer und Walter Schmid: Hagers Handbuch der Pharmazeutischen Praxis für Apotheker, Arzneimittelhersteller, Ärzte und Medizinalbeamte. 4. Auflage, begonnen von Walther Kern, mit einem Sachverzeichnisband, bearbeitet von Paul Heinz List. Berlin/Heidelberg/New York 1967–1980.
- Grün, Bibliographisches Institut (Dudenverlag), 2021, ISBN 978-3-411-71055-3.